# Lijst van beschermd erfgoed in Chastre
Onderstaande tabel geeft een overzicht van de beschermde erfgoederen in de gemeente Chastre. Het beschermd erfgoed maakt deel uit van het cultureel erfgoed in België.
| Object                                                                             | Bouwjaar/architect | Deelgemeente | Adres                    | Coördinaten                   | Nummer?                | Afbeelding                                                                  |
| ---------------------------------------------------------------------------------- | ------------------ | ------------ | ------------------------ | ----------------------------- | ---------------------- | --------------------------------------------------------------------------- |
| Boerderij gelegen aan de Rue de la Station nr. 43 (M) en zijn omgeving (S)         |                    |              | Rue de la Station nr. 43 | 50° 36' 39" NB, 4° 38' 39" OL | 25117-CLT-0001-01 Info | Boerderij gelegen aan de Rue de la Station nr. 43 (M) en zijn omgeving (S)  |
| Tumuli van Noirmont, twee graven en hun omgeving                                   |                    |              |                          | 50° 36' 8" NB, 4° 38' 35" OL  | 25117-CLT-0002-01 Info | Tumuli van Noirmont, twee graven en hun omgeving                            |
| De gevels en het hele dak van de boerderij "La Grande Bierwart" gelegen aan nr. 32 |                    |              | rue de Mellery           | 50° 35' 2" NB, 4° 36' 3" OL   | 25117-CLT-0003-01 Info |                                                                             |
| De archeologische site Tumuli van Noirmont op het gebied "Champ des Tombes"        |                    |              |                          | 50° 36' 4" NB, 4° 38' 22" OL  | 25117-PEX-0001-01 Info | De archeologische site Tumuli van Noirmont op het gebied "Champ des Tombes" |